# Хвостовик

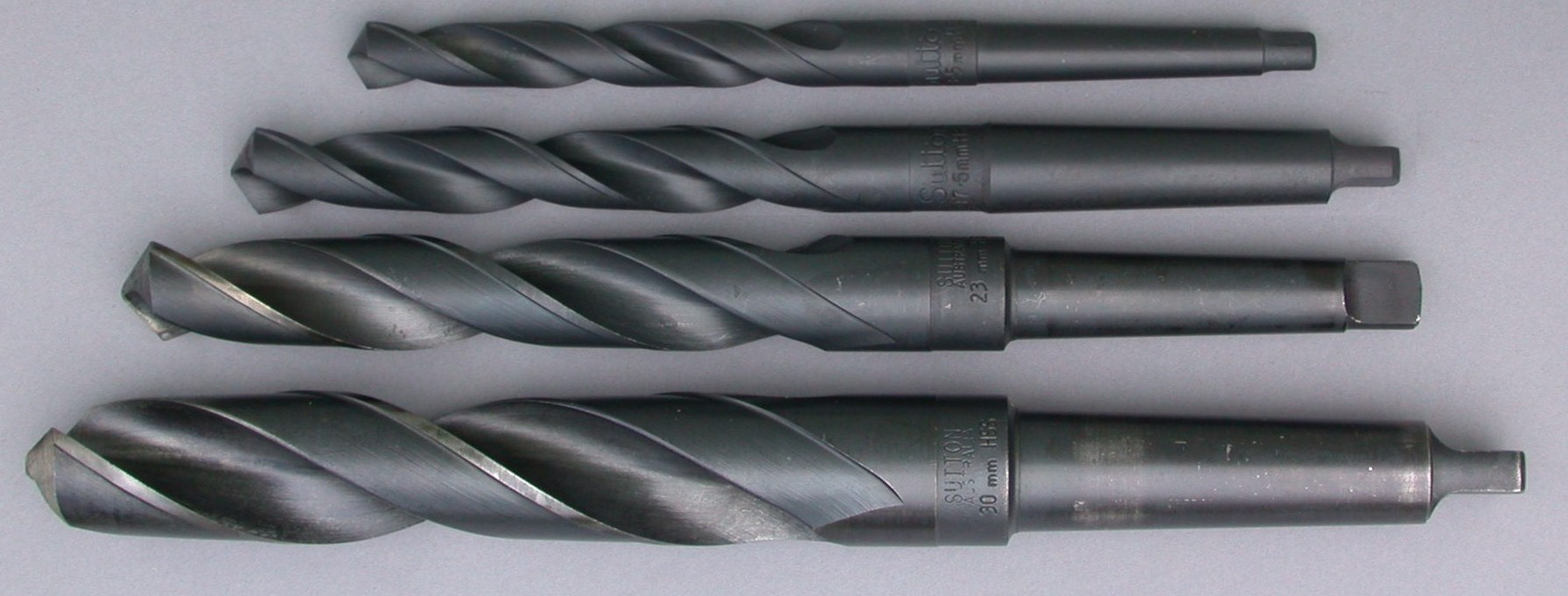
Хвостовики свердл розмірів № 1, № 2, N3 і N4 на

Хвостовик (рос. хвостовик; англ. liner, shank, tang, stem; нім. Liner m, Lochliner m, verlorene Rohrtour f, Kopfstück n, Schwanzstück n, Stützanker m) — загальна назва спеціальних кінців у деяких деталях машин, інструментах, що служать для закріплення або зчеплення їх з іншими деталями чи механізмами.

## Хвостовик свердел
Хвостовик — частина свердла чи бура, затискувана в патроні дриля, верстата чи будівельного перфоратора.

## Бурова техніка
Хвостовик — нижня окрема частина колони труб, яка відрізняється від решти колони діаметром або наявністю отворів (перфорований хвостовик).

## Зброя
Хвостовик холодної клинкової зброї (ножа, кинджала, меча, шаблі) — частина клинка, яка служить для кріплення руків'я.